# Гутьеррес-Самора (Альтотонга)
Гутьеррес-Самора (исп. Gutiérrez Zamora) — посёлок в восточной части Мексики, на территории штата Веракрус. Входит в состав муниципалитета Альтотонга.

## Географическое положение
Гутьеррес-Самора расположена на западе центральной части штата, на расстоянии приблизительно 32 километров к северо-западу от города Халапа-Энрикеса, административного центра штата. Абсолютная высота — 2146 метров над уровнем моря.

## Население
Согласно данным, полученным в ходе проведения официальной переписи 2005 года, в посёлке проживало 2183 человека (1067 мужчин и 1116 женщин). Насчитывалось 386 домов. По возрастному диапазону население распределилось следующим образом: 51,5 % — жители младше 18 лет, 43,1 % — между 18 и 59 годами и 5,4 % — в возрасте 60 лет и старше. Уровень грамотности среди жителей старше 15 лет составлял 78,7 %.
По данным переписи 2010 года, численность населения Гутьеррес-Саморы составляла 1809 человек. Динамика численности населения посёлка по годам:
| 2000 | 2005 | 2010 |
| ---- | ---- | ---- |
| 1811 | 2183 | 1809 |